# Sylwestr Sembratowycz
Sylwestr Sembratowycz, ukr. Сильвестр Сембратович, pol. Sylwester Sembratowicz (ur. 3 września 1836 w Desznicy, zm. 4 sierpnia 1898 we Lwowie) – duchowny greckokatolicki, biskup pomocniczy lwowski w latach 1879-1885, arcybiskup metropolita lwowski od 1885, kardynał prezbiter od 1895.

## Życiorys
Uczył się w szkołach ludowych w Jaśle, Gorlicach i Tarnowie, do gimnazjum uczęszczał w Przemyślu, Lwowie i Wiedniu. W 1853 roku studiował w Kolegium Greckim w Rzymie. Święcenia kapłańskie przyjął w 1860. Uzyskał tytuł doktora św. teologii. Był prefektem seminarium duchownego we Lwowie. W 1869 roku został profesorem dogmatyki na wydziale teologicznym uniwersytetu Lwowskiego. W 1872 i 1878 był dziekanem tego Wydziału. Biskup sufragan lwowski w latach 1879–1885. Arcybiskup metropolita lwowski od 1885, kreowany kardynałem prezbiterem w 1895. W 1894 roku papież Leon XIII mianował go asystentem tronu papieskiego i hrabią rzymskim, a w 1895 kardynałem. 25 czerwca 1896 przydzielony mu został kościół tytularny Santo Stefano al Monte Celio.
Był członkiem Izby Panów Rady Państwa i Sejmu Krajowego kadencji V, VI, VII (1882-1901).
Pochowany w podziemiach Katedry św. Jura we Lwowie.

## Odznaczenia
- Order Korony Żelaznej I klasy(1893)[4]
- Tajny radca cesarski